# Тимска класификација на Тур де Франсу
Тимска класификација је награда коју добија најбољи тим на Тур де Франсу. Додељује се од 1930. Систем награђивања се мењао током година, нема посебне мајице, већ возачи најбољег тима након сваке етапе добијају жуте бројеви (црни бројеви на жутој позадини), које носе на дресу на наредној етапи.

## Историја
У почетним годинама Тура, возачи су учествовали индивидуално, имали су спонзора, али им није било дозвољено да наступају као тим, јер је оснивач Тура, Анри Дегранж хтео да Тур де Франс представља индивидуалну снагу. Тих година, бициклисти су могли да наступају без спонзора и били су означени посебним именом:
- 1909 — 1914 изоловани
- 1919 категорија Б
- 1920 — 1922 друга класа
- 1923 — 1926 Туристи
- 1937 индивидуалци[1]

Године 1930. Дегранж је одустао од идеје да бициклисти наступају индивидуално, али није хтео ни комерцијалне тимове, па је увео националне тимове. Национални тимови су на Туру били у два наврата: 1930 — 1961, 1967 — 1968. Од 1962. до 1966. и од 1969. комерцијални тимови су на Тур де Франсу.
Од самог увођења тимова на Туру, уведена и тимска класификација, која се у почетку звала "интернационални челенџ". Класификација се рачунала тако што су сваком тиму додавата времена тројице најбољих у генералном пласману.
Систем је промењен 1961. и уведен је систем бодовања. Тим је добио 1 поен за најбоље тимско време на свакој етапи и тим са највише бодова је победник. Ипак, тај систем је користио само 1961. и 1962. а од 1963. враћен је систем по времену возача. 1970. класификација је преименована у такмичење тимова и промењен је систем одређивања најбољег тима: након сваке етапе, сви бициклисти су добијали поене (1 поен за победника, 2 за другопласираног итд) и тим са најмање поена је био победник тимске класификације.
До 1990. возачи најбољег тима су носили жуте капе. Од 2006. возачи најбољег тима носе жуте бројеве на црној позадини, а од 2012. имају право да носе и жуте кациге.

## Статус
Тимска класификација се сматра мање битним такмичењем од генералног пласмана и редак је случај да тим дође на Тур де Франс са намером да победи у тимској класификацији. Уколико је тим у току трке у доброј позицији да победи у тимској класификацији, онда могу да промене тактику и покушају да победе у класификацији.
Када је Ленс Армстронг 2010. остао без шанси да освоји Тур де Франс, он и његови сувозачи су се фокусирали на тимску класификацију и њихов тим, Рејдиошек, победио је у тимској класификацији.
Добар пласман у тимској класификацији може да помогне мањим тимовима да се квалификују за наредни Тур де Франс. 2010. успостављен је систем по којем се одлучује који ће про континентални тимови (други ранг тимова) учествовати на Туру и тимска класификација је део тог система.

## Систем рачунања
Од 2011. тимска класификација се рачуна тако што се сабира време најбоље тројице возача на свакој етапи. На хронометру, за време тима се узима време петог возача тог тима који пређе циљ или време задњег возача, ако их је на трци остало мање од пет.
Ако тим на Туру остане са мање од три возача, брише се из тимске класификације.

## Победници
Победници тимске класификације:
- 2025.  Визма—лејз а бајк
- 2024.  УАЕ тим емирејтс
- 2023.  Јумбо—визма
- 2022.  Инеос гренадирс
- 2021.  Бахреин—викторијус
- 2020.  Мовистар
- 2019.  Мовистар
- 2018.  Мовистар
- 2017.  Скај
- 2016.  Мовистар
- 2015.  Мовистар
- 2014.	 АГ2Р ла Мондиал
- 2013.  Саксо—Тинкоф
- 2012.  Рејдиошек—Нисан
- 2011.	 Гармин
- 2010.	 Рејдиошек
- 2009.	 Астана
- 2008.	 ЦСЦ Саксо—Банк
- 2007.	 Дискавери чанел
- 2006.		Т-Мобајл
- 2005.	 Т-Мобајл
- 2004.	 Т-Мобајл
- 2003.	 Тим ЦСЦ
- 2002.		Онце Ероски
- 2001.		Келме
- 2000.		Келме
- 1999.		Банесто
- 1998.	 Кофидис
- 1997.	 Тим Телеком
- 1996.	 Фестина
- 1995.		Онце Ероски
- 1994.	 Фестина
- 1993.		Карера
- 1992.	 Карера
- 1991.	 Банесто
- 1990.	 З - Пежо
- 1989.	 ПДМ
- 1988.	 ПДМ
- 1987.	 Систем и -житан
- 1986.	 Ла вије клер
- 1985.	 Ла вије клер
- 1984.	 Рено
- 1983.	 Ти - Ралејх
- 1982.	 Коп Меркије
- 1981.	 Пежо
- 1980.	 Мико Меркије
- 1979.	 Рено
- 1978.	 Мико Меркије
- 1977.	 Ти - Ралејх
- 1976.	 Кас
- 1975.	 Ган Меркије
- 1974.	 Кас
- 1973.	 Бик
- 1972.	 Ган Мекирје
- 1971.	 Бик
- 1970.	 Салварани
- 1969.		Фама
- 1968.	 Тим Шпаније
- 1967.	 Тим Француске[н. 1]
- 1966.	 Кас
- 1965.	 Кас
- 1964.	 Пелорт
- 1963.	 Сен Рафаел
- 1962.  Сен Рафаел
- 1961.	 Тим Француске
- 1960.	 Тим Француске
- 1959.	 Тим Белгије
- 1958.	 Тим Белгије
- 1957.	 Тим Француске
- 1956.	 Тим Белгије
- 1955.	 Тим Француске
- 1954.  Тим Швајцарске
- 1953.	 Тим Холандије
- 1952.	 Тим Италије
- 1951.	 Тим Француске
- 1950.	 А тим Белгије
- 1949.	 А тим Италије
- 1948.	 А тим Белгије
- 1947.	 Тим Италије
- 1940 — 1946. Други светски рат
- 1939.	 Б тим Белгије[н. 2]
- 1938.  Тим Белгије
- 1937.	 Тим Француске
- 1936.  Тим Белгије
- 1935.	 Тим Белгије
- 1934.	 Тим Француске
- 1933.	 Тим Француске
- 1932.  Тим Италије
- 1931.  Тим Белгије
- 1930.  Тим Француске